# David Leisure
David Russell Leisure (* 16. November 1950 in San Diego, Kalifornien) ist ein US-amerikanischer Schauspieler.

## Leben
Leisure studierte Kunst an der San Diego State University und teilte sich in dieser Zeit das Zimmer mit dem späteren Schauspieler Robert Hays. Er trat zunächst am Old Globe Theatre in San Diego auf, zog nach Los Angeles um und nahm 1980 seine erste Filmrolle in der ZAZ-Filmkomödie Die unglaubliche Reise in einem verrückten Flugzeug an; sein Freund Robert Hays spielte die Hauptrolle. Auch in der Fortsetzung hatte Leisure hier eine kleine Rolle.
Nach Gastauftritten in Fernsehserien wie Falcon Crest und Sledge Hammer! erhielt er eine der Hauptrollen in der Serie Harrys Nest, bei der es sich um ein Spinoff der Serie Golden Girls handelte. Die Rolle des Charlie Dietz spielte er zwischen 1987 und 1995 in 170 Folgen der Serie, sowie in jeweils zwei Episoden von Golden Girls und Hallo Schwester! Zu seinen Spielfilmrollen gehören Auftritte in Die Brady Family, 10 Dinge, die ich an Dir hasse, sowie Fallout – Gefahr aus dem All. Seit 2009 spielt Leisure in der CBS Seifenoper Schatten der Leidenschaft.
Leisure ist in den USA auch durch sein Mitwirken an verschiedenen landesweiten Fernsehwerbespots bekannt, insbesondere in der Rolle des Joe Isuzu in Spots des japanischen Autoherstellers Isuzu, welche zwischen 1986 und 1990, sowie erneut von 1999 bis 2001 ausgestrahlt wurden. Er ist in dritter Ehe verheiratet und hat zwei Kinder.

## Filmografie (Auszug)
- 1980: Die unglaubliche Reise in einem verrückten Flugzeug (Airplane!)
- 1982: Die unglaubliche Reise in einem verrückten Raumschiff (Airplane II: The Sequel)
- 1983: Falcon Crest (Fernsehserie, 1 Folge)
- 1986: Say Yes!
- 1986, 1987: Sledge Hammer! (Fernsehserie, 2 Folgen)
- 1986: T. J. Hooker (Fernsehserie, 1 Folge)
- 1987, 1992: Golden Girls (The Golden Girls, Fernsehserie, 2 Folgen)
- 1987: Alf (Fernsehserie, 2 Folgen)
- 1988: Eine schrecklich nette Familie (Married... with Children, Fernsehserie, 1 Folge)
- 1988: Harrys Nest (Empty Nest)
- 1992, 1993: Hallo Schwester! (Nurses, Fernsehserie, 2 Folgen)
- 1995: Die Brady Family (The Brady Bunch Movie)
- 1996: Renegade – Gnadenlose Jagd (Renegade)
- 1999: 10 Dinge, die ich an Dir hasse (10 Things I Hate About You)
- 1999: Fallout – Gefahr aus dem All (Fallout)
- 2000: Diagnose: Mord (Diagnosis Muder, Fernsehserie, 1 Folge)
- 2002–2010: General Hospital (Fernsehserie, 3 Folgen)
- 2003: Sabrina – Total Verhext! (Sabrina, the Teenage Witch, Fernsehserie, 1 Folge)
- 2009: Schatten der Leidenschaft (The Young and the Restless)
- 2020: Die Goldbergs (The Goldbergs, Fernsehserie, 1 Folge)